# 未来ナース
未来ナース（みらいナース）は1998年4月から2001年3月までTBSで放送された、浅草キッド進行による番組。

## 概要
料理研究家の鈴木その子がブレイクするきっかけにもなった。なお、『未来ナース2』『未来ナースファイナル』として幾度か改題されていた。
初期は奈美悦子と遠藤久美子などの女性タレントレギュラー陣をホストに迎え、ゲストの若手芸人（底ぬけAIR-LINEやデンジャラスが出演。）とトークをするコーナーや、借金問題の渦中の岸部四郎や、離婚問題の渦中のゴージャス松野を出演させるなど、「破綻タレント再生番組」の趣きもあった。また、ガッツ石松の映画を酷評する水野晴郎を呼び、ガッツと番組内で対決させる企画もあった。当時、海砂利水魚（現くりぃむしちゅー）が出演。ニューシネマパラダイスと用い、素人カップルが街角で激しいディープキスを見せ合う企画があり、当時の放送コードの緩さを物語っている面も垣間見られた。
1999年1月に放送された同局のドラマ『ケイゾク』第一話の冒頭シーンにて、鈴木その子が出演しているシーンを視聴しているカットがある。

## 出演者
- 遠藤久美子（初期）
- 西川史子（初期）
- 奈美悦子（初期）
- 浅草キッド（中期から後期）
- 鈴木その子（中期）

ガングロギャルを美白術で清楚なお嬢様風に変身させる企画に出演(これが鈴木のブレイクのきっかけとなった)
- パイレーツ

独身男性が暮らす部屋を訪れ、ゴミを片付けるほか住人男性が所有するアダルトグッズを没収する企画に出演。
- 辺見えみり
- 海砂利水魚（現・くりぃむしちゅー）
- 梨花
- 零士（カリスマホスト）

## スタッフ
- 構成：おちまさと、都築浩、樋口卓治、松田健次
- TD：飯島雅宏
- カメラ：秋本新一
- VE：多嘉良勲
- 音声：西森公二（Bull）
- 照明：床井弘一（ティエルシー）
- ロケ技術：寺島伸二
- EED：星信幸 → 永野智也
- MA：渡辺佳巳 → 喜多真一
- 音響・選曲：石川良則（SPOT）
- TK：鈴木裕恵
- 美術プロデューサー：和田一郎
- 美術デザイナー：岡嶋正浩
- 美術制作：安田和郎
- 装置：吉田義則
- 電飾：真鍋明
- 装飾：飯島義次
- 特殊メカ：安達敬雄
- アクリル：藤原真貴
- メカシステム室：大谷圭一
- ヘアーメイク：アートメイク・トキ
- 衣裳：軽石真央
- 持道具：貞中照美
- ナレーション：鳥井美沙
- 技術協力：エヌ・エス・ティー、サウンドユニバース → Sony PCL
- 美術協力：アックス
- 制作協力：CMA
- AP：平出聡
- リサーチ：松本光央
- 演出補：荒井美妃、田島優、福田日登美、菅原智枝
- ディレクター：中鉢功、どいそうし（土井聡司）、住田崇
- 演出：神津行広
- プロデューサー・演出：吉田裕二
- プロデューサー：志村彰（MMJ）、荒井昌也
- 製作著作：TBS

## 歴代エンディングテーマ

### 未来ナース
- 「もう一度」インフィール
- 「Sweetest Love」Circle

### 未来ナース'99
- 「Billet〜幼き夏の便箋〜」LAREINE

### 2001年未来ナース
- 「風にあずけて」advantage Lucy
- 「つよく抱きしめた」After me[3]

### 未来ナース伝説
- 「flower's high」drug store cowboy

### 未来ナースファイナル
- 「人と花」GIRAFFE